# Gadget (Chip y Dale)
Gadget Hackwrench, simplemente Gadget o Gaddy, es la heroína de la serie animada estadounidense Chip 'n Dale: Rescue Rangers (1989), creada por Tad Stones. En la versión en inglés, su voz recurrente es la actriz Tress MacNeille. Desde su primera aparición en la serie animada, Gadget ha aparecido en varios medios relacionados.
Gadget es una ratona antropomórfica, hija del genio mecánico Gigo Wrench, quien heredó su mente aguda y se convirtió en inventor. Junto con otros animales humanizados (las ardillas Chip y Dale, el ratón Monterey Jack y la mosca Zipper) formó el heroico equipo de Rescatadores, cuyos miembros investigan crímenes «demasiado pequeños» para la policía.
Gadget recibió críticas positivas de críticos y fanáticos de la serie animada y se convirtió en uno de los personajes más populares de la franquicia Chip 'n' Dale Rescue Rangers, hasta el punto que muchos espectadores se enamoraron de ella. Los cosplayers suelen probar su imagen y los artistas dedican fan art a la heroína.

## Creación e imagen
Gadget fue inventada por el director estadounidense Tad Stones, quien originalmente concibió «Rescue Rangers» como un equipo de animales antropomórficos formado por personajes originales; en ese momento incluía: Gadget, Monterey Jack, Zipper y el camaleón, un grillo asiático, un águila calva miope y el líder del equipo, el ratón Keith Colby. Posteriormente, Stones se reunió con el presidente de The Walt Disney Company, Michael Eisner, quien lo convenció de repensar el concepto de la serie animada, agregar héroes populares de la compañía Chip y Dale al equipo para atraer la atención de los espectadores con los nombres de héroes famosos. Inicialmente, el águila era el vehículo del equipo, pero tras su exclusión de la trama, a los creadores se les ocurrió el avión de Gadget. La heroína se basó en una inventora llamada Jordan de la película Escuela de genios (1985); fue interpretada por la actriz Michelle Meyrink.
En el equipo, Gadget brinda apoyo no solo técnico sino también moral a sus impulsivos camaradas. Gracias a su genial intelecto, es capaz de ensamblar dispositivos de alta tecnología a partir de cosas no relacionadas. Gadget es una verdadera entusiasta de su oficio, por lo que muchas veces no se da cuenta del noviazgo de Chip y Dale y se convierte involuntariamente en partícipe de un triángulo amoroso. A pesar de su amabilidad, modestia y simpatía, la heroína tiene un límite para su paz interior. En la versión en inglés, su voz recurrente es la actriz Tress MacNeille.

## Biografía
El padre de Gadget era Gigo Gadget, un destacado inventor que murió antes del inicio de la serie animada; de él, Gadget heredó la pasión por diseñar todo tipo de tecnologías. Años más tarde conoció a Monterey Jack, un amigo íntimo de su padre, y también conoció a Chip y Dale, quienes se enamoraron de ella a primera vista. Después de completar con éxito una misión para recuperar un rubí robado, durante la cual los héroes se encontraron con sus futuros enemigos jurados: el jefe del crimen Fatpaw el gato y el loco profesor Norton Nimnul, Gadget, Chip, Dale, Monterey Jack y Zipper fundaron el equipo de rescate para investigar el «demasiado pequeño» para el crimen policial; colocaron su sede en un árbol en el parque de la ciudad.

## Otras apariciones
Gadget aparece en el episodio «Double-O-Duck in You Only Crash Twice!» de la serie animada Patoaventuras (2017). Originalmente era un ratón de laboratorio en el laboratorio de la organización terrorista F.O.W.L.; Black Heron la expone involuntariamente a ella, a Chip, a Dale y a Monterey Jack a un rayo que aumenta la inteligencia, lo que hace que aparezcan los Rescatadores. Los héroes ayudan a Joe McQuack y Dewey a escapar de prisión. Los Rescatadores también hacen un cameo en el episodio final «The Last Adventure!».
Gadget aparece en la película Chip 'n Dale: Rescue Rangers (2022), que tiene lugar tras el final de la serie animada del mismo nombre. En una realidad donde los humanos y los personajes animados viven en el mismo mundo, Gadget es retratado como una actriz del programa Chip 'n Dale: Rescue Rangers. Después de que terminó el programa Rescue en 1990, Gadget y Zipper se convirtieron en pareja. Durante los siguientes 30 años, engendran 42 niños, cada uno de los cuales es, en un grado u otro, un híbrido de mosca y ratón.
Gadget aparece en juegos basados en varios proyectos de Disney. En Chip 'n Dale: Rescue Rangers (1990), Fatcat secuestra a Gadget y la obliga a trabajar para él. Crea un teléfono inalámbrico y se pone en contacto con Chip y Dale, y luego usa una paloma mensajera para enviarles un mapa del casino de Fatbelly. Tras rescatar a Gadget, las ardillas reciben un cohete que las lleva al escondite de su archienemigo. En Chip 'n Dale Rescue Rangers: The Adventures in Nimnul's Castle (1990), los Rescue Rangers son enviados a rescatar a Roquefort, que está atrapado en una trampa para ratones en el castillo del profesor Nimnul. Las ardillas listadas recogen piezas para Gadget, con las que construye un avión. En Chip 'n Dale: Rescue Rangers 2 (1993), Gadget, junto con los otros Rescue Rangers, participa en la desactivación de una bomba colocada por Fatpaw. Habiendo ganado, los Rescatadores prometen luchar contra Fat Belly si comete nuevas atrocidades. Gadget, Chip, Dale y Zipper aparecieron en las cartas del juego de rompecabezas Mickey's Memory Challenge (1993). Gadget y los otros Rescue Rangers aparecen en los juegos móviles Disney Tsum Tsum (2014), Disney Heroes: Battle Mode (2018), Disney Emoji Blitz (2018) y Disney Sorcerer's Arena (2021). En Disney Speedstorm (2025), Gadget aparece como Los miembros de la tripulación Épica.
Gadget aparece en varias obras literarias de Disney. Es uno de los personajes principales de Chip 'n Dale: Rescue Rangers, un cómic de 19 números publicado por Disney Comics en 1990. Gadget y los otros Rescue Rangers aparecen en el cómic Chip 'n Dale: Rescue Rangers de 10 números de 2010. La heroína también apareció periódicamente en las revistas Donald Duck & Co (1948), Topolino (1949), Le Journal de Mickey (1952), Zé Carioca (1961), Almanaque Disney (1970), Mikke Mus (1980), Super Picsou Géant (1983), Donald Duck & Co Ekstra (1985), P'tit Loup (1989), Disney Mix (1989), Disney Comics Album (1990), Disney Adventures (1990), Disney Club Vacances (1991), Cartoon Tales (1991), Disney’s Colossal Comics Collection (1991), Walt Disney's Spring Fever (1991), Disney Afternoon (1994), Disney Club (1996), Disney: The Ultimate Visual Guide (2002), Darkwing Duck (2010), Disney Afternoon Giant (2018), Darkwing Duck: Just Us Justice Ducks (2021) y The Art of DuckTales (2022). Según la trama de la serie de libros The Mouse Watch, que sirvió como un derivado de la serie animada Chip 'n Dale: Rescue Rangers, Gadget fundó un grupo de élite de luchadores contra el crimen llamado Mouse Watch; por eso es el ídolo del personaje principal de las obras llamado Bernadette «Bernie» Skamperski.

## Recepción y legado

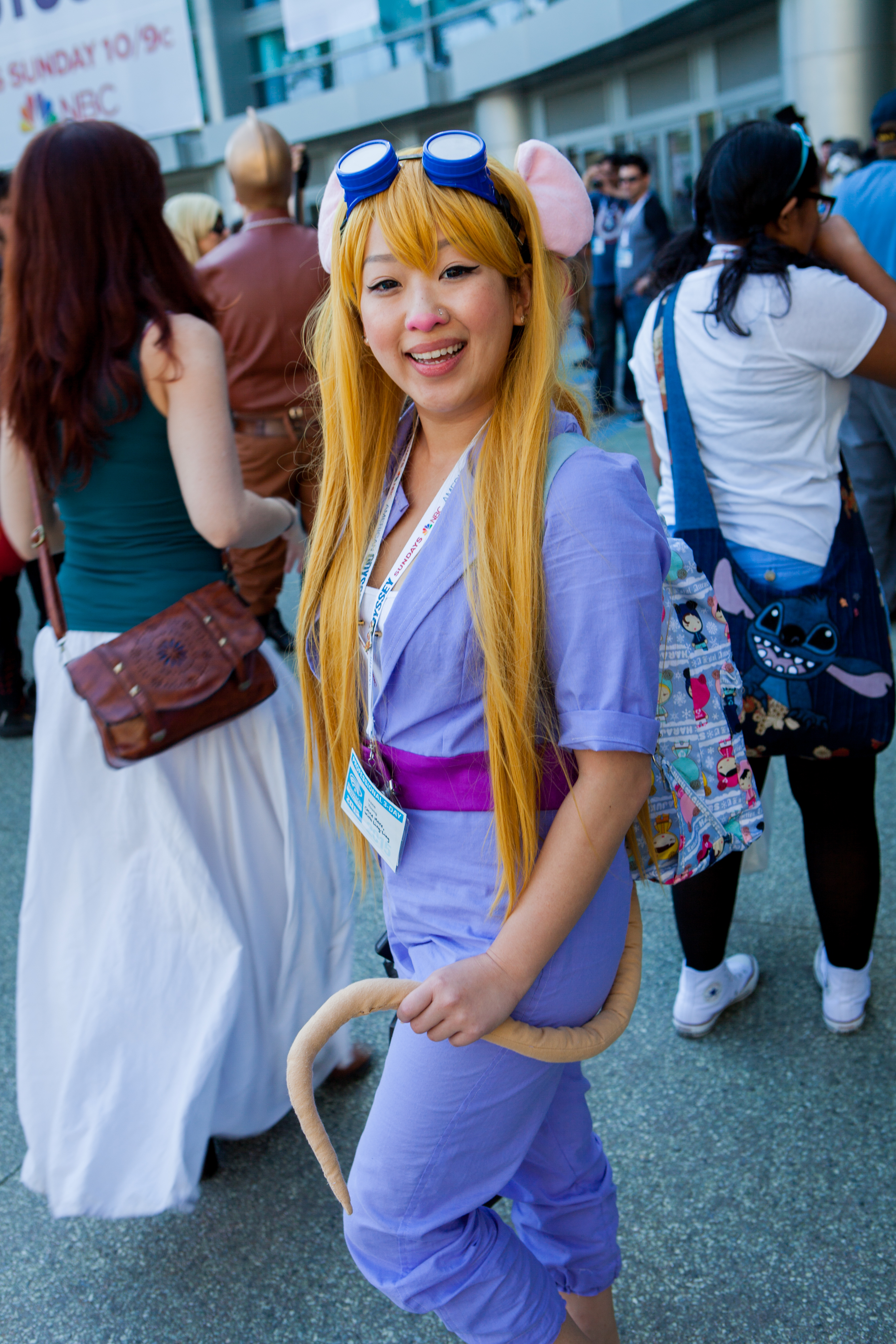
Cosplay Gadget en el festival de cultura del cómic y temática geek WonderCon 2015

Gadget recibió críticas positivas de críticos y fanáticos de la serie animada y se convirtió en uno de sus personajes más populares, al punto que muchos espectadores realmente se enamoraron de ella. Muchas personas dedicaron fan art a Gadget y se disfrazaron de ella. La heroína adquirió una importancia particular en Rusia, donde nació el movimiento religioso Gaikoslavie, así como el culto religioso «Cult of the Radiant Gadget», cuyos miembros la adoraban como a una diosa.
Lucia Peters, de Bustle, incluyó a Gadget en su lista de «Diez modelos ficticios de los años 90 que nos enseñaron mucho», y señaló que «La capacidad [de Gadget] para cometer errores y luego aprender de ellos es una de las habilidades laborales más valiosas que puedes tener, ya seas un genio de la ingeniería o un director artístico». Comic Book Resources clasificó a Gadget como el número 1 entre los «10 personajes de dibujos animados que trabajan más duro»; por otro lado, a otro crítico del portal no le gustó el papel de Gadget en la serie animada como «objeto de deseo», ya que sus cualidades personales pasaron a un segundo plano. BuzzFeed eligió a Gadget como uno de los «37 personajes de dibujos animados que hicieron que muchas mujeres se dieran cuenta de que definitivamente no son tontas».
Los fanáticos de la serie animada Chip 'n Dale: Rescue Rangers reaccionaron negativamente ante el futuro de Gadget, presentado en el largometraje de 2022. El guionista Dan Gregor dijo que era «la broma más extraña de la película» y se añadió a la narrativa como un tributo al «romance entre especies en las películas».
Desde 1993, en la parte norte de Disneyland, bajo el nombre de Mickey's Toontown, existe la atracción «Gadget's Go Coaster», que lleva el nombre de Gadget. En 1996, esta atracción apareció en Tokyo Disneyland.
Se lanzaron varios productos con la imagen de Gadget. De 1989 a 1990, McDonald's vendió figuras de Rescue Rangers en Happy Meal. En 1991, los cereales para el desayuno de Kellogg's incluían Rescue Rangers, incluida Gadget. En 1992, los cereales de desayuno Applause también incluían figuras de la serie animada Chip 'n Dale: Rescue Rangers. En 2017, los visitantes de Tokyo Disneyland recibieron peluches de la heroína. Ese mismo año, Funko lanzó minifiguras de varios personajes de The Walt Disney Company, incluido Gadget. Un año después, el equipo creó nuevas minifiguras de Rescue como parte de la colección Funko Disney Afternoon. En 2019, aparecieron a la venta juguetes de peluche de todos los miembros del equipo de Rescate en Disney Store Japón.

### Literatura
- Grant, John (1998). Encyclopedia of Walt Disney's Animated Characters: From Mickey Mouse to Hercules (en inglés). Estados Unidos: Hyperion. ISBN 978-0-7868-6336-5.